# 바람이 분다 (영화)
《바람이 분다》(일본어: 風立ちぬ)는 미야자키 하야오의 만화 《바람이 분다》를 원작으로 한 장편 애니메이션 영화이다.
실존 인물인 호리코시 지로를 모델로 그 반생을 그린 작품으로, 호리 다쓰오의 소설 《바람이 분다》의 착상도 포함되어 있다. 그런 이유로 영화의 포스터에는 두 사람의 이름이 올라와 있으며, 2012년에 공표 된 버전은 "호리코시 지로와 호리 다쓰오에 경의를 표하며", 이듬해 발표 된 버전에서는 "호리코시 지로와 호리 타츠오에게 경의를 담았다"라고 기록 되어있다.
2013년 9월, 미야자키 하야오는 이 작품을 마지막으로 장편 애니메이션 제작 은퇴를 발표했다. 만화에서 비주얼의 큰 변화로는 등장 인물의 대부분이 의인화 된 동물의 모습으로 그려져 있던 것을 모두 리얼한 인간의 모습으로 그려져 있는 점을 들 수있다.

## 줄거리
1918년, 시력이 좋지 않아 조종사의 꿈을 포기해야 했던 소년 지로 호리코시는 항공기 설계가 지오반니 바티스타 카프로니를 동경하며 비행기 꿈을 꾸기 시작한다. 카프로니는 비행보다 비행기를 만드는 것이 더 낫다고 조언하고, 5년 후 지로는 도쿄제국대학에서 항공 공학을 전공한다. 가족을 만나러 가던 중, 지로는 나호코 사토미라는 소녀를 만나고, 갑자기 들이닥친 관동 대지진 속에서 나호코를 도와준다.
1925년, 지로는 친구 혼조 키로와 함께 미쓰비시 항공에 취직해 전투기 개발에 참여하지만, 시제품은 시험 비행 중 파괴된다. 이후 지로와 혼조는 독일 바이마르 공화국으로 건너가 융커스 G.38 항공기의 제작 라이선스를 얻으려 하지만, 독일 경찰의 방해로 실패한다. 실망한 지로는 일본으로 돌아가고, 혼조는 남아 미쓰비시 G4M을 개발한다.
1932년, 해군 주최 전투기 경쟁에서 지로의 설계안은 탈락하고, 실의에 빠진 그는 휴가를 떠난다. 그곳에서 첫 만남 이후 자신을 찾아 헤매던 나호코와 재회하고, 둘은 사랑에 빠진다. 하지만 나호코는 폐결핵 진단을 받고, 지로는 그녀에게 청혼한다. 나호코는 완치 후 결혼하고 싶어 가족에게 돌아가고, 지로는 친구 카스토프의 일로 경찰에 쫓기면서도 새로운 전투기 개발에 매진한다. 나호코는 요양원에서 지로를 그리워하며 그에게 돌아와 함께 시간을 보낸다. 지로의 누나는 나호코의 병이 불치병이라 비극적인 결말을 맞을 것이라고 경고하지만, 지로와 나호코는 짧지만 행복한 결혼 생활을 보낸다.
지로가 자신의 새 전투기 미쓰비시 Ka-14의 시험 비행을 위해 떠나고, 죽음을 예감한 나호코는 지로와 가족, 친구들에게 작별 편지를 남기고 요양원으로 돌아가려 집을 나선다. 시험 비행 중, 지로는 갑자기 불어온 바람에 나호코의 죽음을 암시하는 듯한 느낌을 받는다.
2차 세계 대전 패전 후, 지로는 다시 카프로니를 꿈속에서 만난다. 자신의 비행기가 전쟁에 이용된 것을 후회하는 지로에게 카프로니는 아름다운 비행기를 만들고자 했던 꿈은 실현되었다고 위로하고, 나호코의 영혼도 나타나 지로에게 살아갈 힘을 준다.

## 성우 목소리
| 등장 인물     | 일본 성우         | 영어판 더빙     |
| ------------- | ----------------- | --------------- |
| 호리코시 지로 | 안노 히데아키     | 조셉 고든 레빗  |
| 사토미 나오코 | 타키모토 미오리   | 에밀리 블런트   |
| 혼조          | 니시지마 히데토시 | 존 크래신스키   |
| 쿠로카와      | 니시무라 마사히코 | 마틴 쇼트       |
| 카스토루프    | 스티븐 앨퍼트     | 베르너 헤어조크 |
| 사토미        | 카자마 모리오     | 월리엄 H 메이시 |
| 지로의 어머니 | 다케시타 케이코   |                 |
| 호리코시 카요 | 시다 미라이       | 메이 휘트먼     |
| 핫토리        | 쿠니무라 준       | 맨디 파틴킨     |
| 쿠로카와 부인 | 오오타케 시노부   | 제니퍼 그레이   |
| 카프로니      | 노무라 만사이     | 스탠리 투치     |
| 소네          |                   | 일라이저 우드   |
| 카타야마      |                   | 대런 크리스     |
| 미쓰비시 직원 |                   | 로난 패로우     |

## 영화 개봉까지의 단계

### 제작 경위
미야자키 하야오가 모델 그래픽스에 만화 판을 연재하기 시작했던 초기에는 본작을 영화화 하려고는 전혀 생각하지 않았다. 그 후, 스즈키 도시오가 영화화를 제안했지만, 미야자키는 본작의 주인공이 어린이가 아닌 것을 이유로 반대했다. 미야자키는 "애니메이션 영화는 아이를 위해 만드는 것. 성인을 위한 영화는 만들지 않겠다" 라고 주장했지만, 스즈키는 전투기와 전함을 선호하는 반면에 전쟁 반대를 주장하는 미야자키의 모순을 지적하며 "모순에 대한 답을 미야자키 하야오는 이제는 내야 한다"고 말하며 영화화를 촉구했다.
영화판의 기획서에서 미야자키는 제작 의도에 대해 "이 영화는 전쟁을 규탄하자는 것은 아니다. 제로센의 우수성으로 일본의 젊은이를 격려하자는 것도 아니다. 또한, 민간 항공기를 만들고 싶었다는 등의 감싸는 심산도 없다. 자신의 꿈을 충실히 직진 인물을 그리고 싶은 것이다"라고 말했다.

### 안노 히데아키의 기용
스튜디오 지브리의 스즈키 도시오에게 안노 히데아키는 애니메이션 감독의 "제로센의 비행 장면이 있다면 그리게 해 달라"라고 제의하였다. 안노의 참여가 정식 결정이 되면, 1984년 공개의 《바람 계곡의 나우시카》 이후 미야자키 작품에 참여하게 되는 것이였다. 하지만 미야자키는 작화 직원이 아닌 본작의 주인공으로 출연을 안노에게 요청했다. 안노의 의아해하면서도 오디션을 받아들였지만, 그 직후에 미야자키에서 다시 출연을 의뢰했기 때문에 안노도 출연을 수락했다. 미야자키는 주인공의 이미지로 "회오리 바람이다", "발음이 좋다", "늠름함이 있다"의 3 가지를 들고 있으며, 안노을 선택한 이유로 "좋은 목소리 때문이 아니라 존재감으로 선택했다"라고 말하고 있다.

### 개봉하기까지 경위
2012년 12월, 기자 회견에서는 타카하타 이사오 감독의 스튜디오 지브리의 《카구야 공주 이야기》도 이 날 공개 예정 발표되었다.
 미야자키와 다카하타의 영화가 같은 시기에 공개되는 것은 1988년 에 《이웃집 토토로》와 《반딧불의 묘》의 2편이 동시 상영 된 이후 처음이지만, 이번에는 동시 상영이 아닌 개별적으로 상영된다고 발표
되었다. 그러나 《카구야 공주 이야기》는 2013년에 들어서도 그림 콘티가 완성 되지 않았던 것으로부터, 이 작품은 공개시기를 연기하면서 같은 해 가을에 개봉되었다.

## 논란

### 전범 미화 논란
2차 대전 당시의 일본의 주력 비행기였던 제로센의 개발자 호리코시 지로를 미화한다는 논란이 존재한다.

### 전쟁 미화 논란
동일한 논리로 당시 전쟁을 미화했다는 논란도 있으나 바람이 분다 제작 당시를 다룬 꿈과 광기의 왕국과 영화 본편에 따르면 전쟁을 미화하는 내용 보단 당시 일본제국과 독일 나치를 비판하는 반전 성향의 메시지가 담겨져 있다.

## 개봉
캐치프레이즈는 〈"살아있다."〉 영어 제목은 〈"The Wind Rises"〉.
제작 발표 때 "2013년 여름에 극장 공개 예정"라고 명시되어 있어, 당초 예정대로 일본에서는 2013년 7월에 공개되었다. 미야자키가 장편 애니메이션 영화의 감독을 맡는 것은 2008년의 《벼랑 위의 포뇨》 이후 처음이다. 또한 미야자키의 모델 그래픽스에서 연재 한 만화를 애니메이션화하는 것은, 1992년의 《붉은 돼지》 이래 2번째이다.
일본 공개는 전국 454개 스크린에서 개봉되어 2013년 7월 20일 · 21일의 2일간으로 흥행 수입 9억 6088만엔, 관객 동원 74만 7451명으로 영화 관객 동원 순위 (일본 흥행 통신사 조사)에서 첫 등장 1위를 차지했다. 2014년 1월 28일 현재 흥행 수입은 120.2억엔을 돌파했다.
2014년 1월 22일부터 프랑스에서 개봉되었다.개봉 1개월 후 시점에서 프랑스의 관객 동원 수는 43만 6000명으로 이전의 《벼랑 위의 포뇨》 공개시 91만 7000명의 관객수 절반의 결과가 되었다.

## 스탭
- 원작·각본·감독 - 미야자키 하야오
- 동영상 검사 - 타테노 히토미
- 작화 감독 - 고사카 기타로
- 미술 감독 - 타케시게 요지
- 색채 설계 - 야스다 미치요
- 촬영 감독 - 오쿠이 아츠시
- 음향 연출·조율 - 마츠히로 모리
- 더빙 연출 - 키무라 에리코
- 편집 - 세야마 타케시
- 원작 게재 - 월간 모델 그래픽스
- 특별 협찬 - KDDI 특별 협력 - 로손, 요미우리 신문 광고
- 프로듀서 - 다카하시 아키히토, 호소카와 토모코
- 제작 담당 - 오쿠다 세이지, 후쿠야마 료이치, 후지마키 나오야
- 음악 - 히사이시 조 (음악 / 성우)
- 연주 - 요미우리 일본 교향악단
- 제작 - 호시노 코지, 스튜디오 지브리
- 프로듀서 - 스즈키 도시오
- 배급 - 토호

## 주제가
- 《비행기 구름》

작사 · 작곡 · 노래 - 아라이 유미 (EMI Records Japan)

## 삽입곡
- 《Das gibt 's nur einmal》

작사 - 로베르트 길베르트 / 작곡 - 베르너 리하르트 하이만

## 낭독
- 《바람》

작사 - 크리스티나 로세티 / 번역 - 사이조 야쇼 (일본 콜럼비아)

## 수상 및 후보 정보

### 수상
- 제34회 보스턴 영화 비평가협회상 애니메이션 영화상
- 제79회 뉴욕 영화 비평가협회상 애니메이션 영화상
- 제18회 샌디에고 영화 비평가협회상 애니메이션 영화상
- 제85회 내셔널 보드 오브 리뷰상(전미 비평가협회상) 애니메이션 영화상
- 제17회 토론토 영화 비평가협회상 애니메이션 영화상
- 제37회 일본 아카데미상 최우수 애니메이션 작품상 (개인 부문)
- 제37회 일본 아카데미상 최우수 음악상 (히사이시 조)
- 제41회 애니상 각본상 (미야자키 하야오)
- 제68회 마이니치 영화 콩쿨 TSUTAYA 영화 팬상 (일본 영화 부문)
- 제87회 키네마 준보 베스트 텐 일본 영화 베스트 텐 중 7위 선정
- 제87회 키네마 준보 독자 선출 일본 영화 베스트 텐 중 5위 선정
- 2013년 일본 영화 펜클럽 선정 베스트 5중 3위 영화 예술
- 2013년 일본 영화 베스트 텐 & 워스트 텐 중 워스트 2위 선정

### 후보 지명
- 제70회 베니스 국제 영화제 황금 사자상
- 제86회 미국 아카데미상 장편 애니메이션 영화상
- 골든 글로브상 외국어 영화상

골든 글로브상 애니메이션 영화상도 존재하지만, 애니메이션 영화상 후보의 조건이 되는 영어판이 영화 시상식 당시는 제작되지 않았기 때문에 외국어 영화상에 노미네이트되었다.

## 같이 보기
- 일본의 애니메이션 영화 흥행 기록